# Конструкције лењиром и шестаром
Конструкције лењиром и шестаром у геометрији су скуп задатих геометријских правила познат из античких времена. То је израз који се користи да опише строга упутства, правила, за начин решавања задатка или конструкције. Први пут се појављује у старој Грчкој међу геометрима којима је дозвољено да за решавање математичког проблема користе само два алата:
- лењир, равнало, који је необележен, служи за повлачење линије између две тачке. Линија се може продужити на обе стране. Лењир се у току цртања не сме померати. На лењиру није дозвољено остављати ознаке односно користити лењир са обележеним растојањима.
- шестар, служи за цртање круга из произвољне тачке, са произвољним полупречником. Током цртања се отвор шестара не може мењати нити се отвор шестара памти када се шестар подигне.

Постоје назнаке да су геометри користили и алат правоугаоник (винклу), али се он рачунао као приручно помагало и није вреднован равноправно са претходна два.
Имплицитно се подразумева да се поступак конструкције обавља у коначном броју корака. Ово су прилично строга ограничења и Хелени су их се придржавали. Поготово је битно да ова ограничења важе и за познате проблеме античке математике.

## Легендарни проблеми античке математике
Хеленски су математичари себи постављали и решавали бројне проблеме. Међу њима најзанимљивији су геометријски, а међу њима управо они који ни после бројних генерација бриљантних античких умова није нађено егзактно решење према постављеним правилима:
- Проблем трисекције угла -

конструисати трећину датог, произвољног угла,
- Проблем квадратуре круга -

конструисати квадрат исте површине као и дати круг, и
- Проблем дуплирања коцке -

конструисати коцку двоструко веће запремине од дате коцке.
Ниједан од претходних проблема није решив на начин лењиром и шестаром. Хелени су вековима тражили решења, али нису били успешни у томе.
Успут су долазили до значајних закључака, особина купиних пресека и других кривих линија. Проналазили су механичке направе и њима конструисали криве (квадратриса, коноида) које су имале аналитичке особине због којих је било могуће решити неку од тражених конструкција. Међутим, ово су звали механичка решења и посматрали су их одвојено од лењира и шестара.
Геометријским методама није могуће потврдити ни оповргнути могућност датих конструкција. Много касније развој математичке анализе и алгебре је допринео проналажењу доказа о немогућности конструкција. Француски математичар Пјер Венцел је 1830. године доказао немогућност решења првог и трећег задатка. Последњи је доказ Фердинанда фон Линдемана из 1882. године о трансцедентности броја π чиме је, посредно, потврђено да π није конструктибилан. Тиме је и последњи проблем, квадратура круга, дефинитивно скинут са дневног реда.

## Еуклидови постулати
Прва књига Еуклидових Елемената садржи пет постулата којима су дате чињенице у вези конструкција. Прва три су упутство како се могу користити алати за решавање задатака и конструкције, лењир и шестар.
Нека је дато да је:
- Постулат I

могуће повући праву линију између било које две тачке,
- Постулат II

могуће продужити праву линију на обе стране докле год,
- Постулат III

могуће описати круг из било ког центра са било којим полупречником.
Ово је једино могуће урадити лењиром и шестаром. За илустрацију строгости нека послужи да није дозвољено шестаром узети растојање између две тачке па потом пренети то растојање на неку дуж. Такође није дозвољено лењиром измерити растојање и пренети га на другу дуж.
Ова правила су позната много пре Еуклида и сматра се да су их питагорејци поставили. Први математичар који се спомиње у смислу навођења ових строгих упутстава је Оенопидес из Хиоса.
Први математичар забележен да се бавио квадратуром круга, наравно лењиром и шестаром, је Анаксагора око 450. п. н. е..